# Genevads sockerbruk
Genevads sockerbruk var ett råsockerbruk som byggdes vid vid Genevads järnvägsstation. I slutet av maj 1906 konstituerades Hallands Sockerfabriksaktiebolag som det officiella namnet var. 
Ordförande blev godsägare S B Bruhn.  Aktiekapitalet blev 1½ miljon. Disponent blev Ivar Fogelberg som tidigare var disponent vid Jordberga sockerbruk. Friherre R. Hermelin blev verkställande direktör. Genevads råsockerbruk tillämpade pressmetoden och inte diffusionsmetoden som de flesta andra råsockerbruk använde. Fabriken försågs med 7 snitselpressar och 6 centrifuger. Genevads råsockerbruk kom liksom många andra råsockerbruk att uppgå i Svenska Sockerfabriks AB.  Den första betkampanjen ägde rum den 12 november 1907 - 11 januari 1908. Under denna kampanj avverkades 13851 ton betor. År 1926 skedde ingen betkampanj på grund av betodlingsstrejk. Den sista betkampanjen ägde rum år 1929 och varade mindre än 1 månad. Det gamla sockerbruket omvandlades till textilfabrik(Svenska Textilverket) år 1937.